# Château de Caramagne
Le château de Caramagne est un château privé situé en France sur la commune de Chambéry, dans le département de la Savoie en région Auvergne-Rhône-Alpes.
Le château fait l’objet d’une inscription partielle au titre des monuments historiques depuis le 3 janvier 1963.

## Situation
Le château fut édifié au sommet de la colline de la Boisse sur les hauteurs de la ville de Chambéry, située plus au sud, aujourd'hui à proximité du quartier des Hauts-de-Chambéry. De nos jours, le château est situé le long de la rue de Saint-Ombre qui relie l'actuel quartier de Chantemerle à l'ancien hameau et commune de Chambéry-le-Vieux.
Les hauteurs de la colline sur laquelle il est implanté, autrefois essentiellement composées de prés et de champs, ont été progressivement construites. Toutefois, à proximité immédiate du château se trouvent, au sud le parc sportif des Cèdres (terrain en herbe et courts de tennis notamment), et un pré conservé de l’autre côté.

## Historique
L’origine de cette vieille maison est beaucoup plus ancienne que ne le laisse supposer la décoration. Le juriste Bernadino Becchi, né dans le petit village de Caramagna dans le Piémont, en a été le bâtisseur au XVIe siècle. La propriété passa ensuite à la famille des Bertrand de la Pérouse, puis à Frédéric de Bellegarde en 1783. La décoration du grand salon (fin XVIIIe siècle) comme celle des façades (début XIXe siècle) aurait été réalisée à l’époque de ce propriétaire, par des artistes piémontais dont les noms sont inconnus.
En 1812, un ancien militaire, Joseph Gillet, prend possession de la maison, mais la loue en 1820 à la marquise de La Pierre, une anglaise mariée à un Chambérien, et à une de ses compatriotes, madame Birch.
Le poète Alphonse de Lamartine rencontre en 1819 la fille de celle-ci, Marianne Elisa Birch. Un an plus tard, ils se marient au château. Le grand salon - orné de décors en stuc – demeure célèbre  par le contrat de mariage signé le 25 mai 1820.

## Description

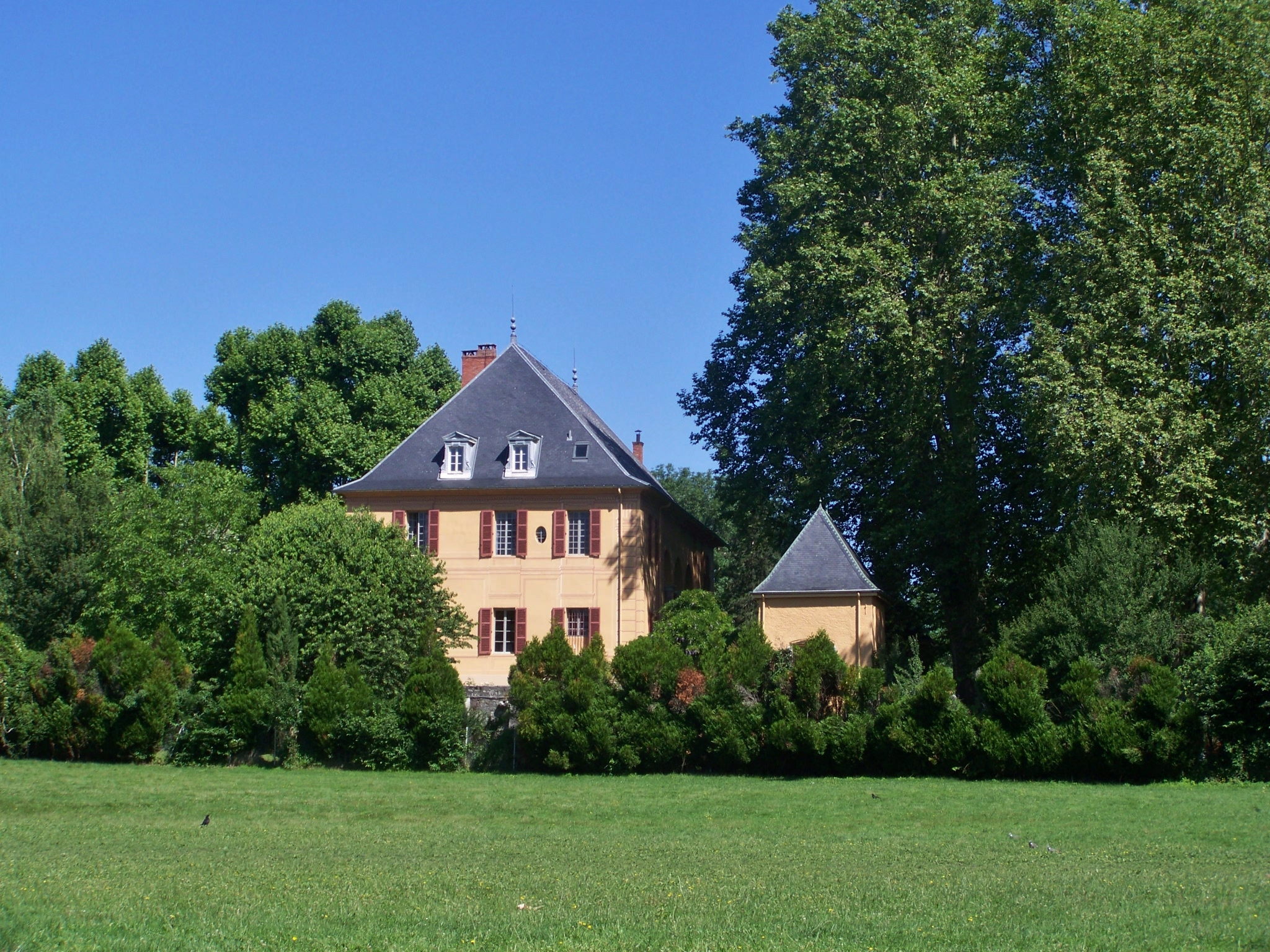
Le château vu du parc des Cèdres.

### Le château
Des colonnes de marbre soutiennent la loggia dans le goût des palais italiens. Les peintures à la détrempe présentent une perspective de fausses colonnes. Aux extrémités de la loggia, deux groupes imitant la sculpture figurent l’enlèvement de Déjanire par le centaure Nessus, à gauche, et l’enlèvement d’Europe par Jupiter à droite. Au sein du château, on peut admirer un plafond recouvert d'un décor de stucs tout en rocailles et en volutes, le tout disposé autour d'un caisson voûté placé au centre de la pièce. Trois éléments du château sont inscrits aux Monuments historiques de France : un pavillon en 1963, une élévation en 2001 et la toiture en 2003.

### Le parc et le reste du domaine
Le domaine de Caramagne donne des allures italiennes aux environs de Chambéry. Une imposante entrée, entourée de communs en hémicycle, ouvre sur une grande allée de platanes.

## Activités

### Évènementiel
- La compagnie Les Rémouleurs y fit un spectacle intitulé : « Nouveau spectacle extraordinaire » d'après Le masque de la mort rouge d'Edgar Poe[3].

### Visite
- Porte ouverte au grand public durant la journée du patrimoine...